# Vicianin
Vicianin ist ein cyanogenes Glycosid. Das Aglycon ist das Mandelonitril, die Zuckerkomponente, Vicianose, setzt sich aus Arabinose und Glucose zusammen.

## Vorkommen
Zuerst nachgewiesen wurde Vicianin in den Samen der Schmalblättrigen Wicke (Vicia angustifolia). In der Pflanze kommt außerdem eine Hydrolase vor, die selektiv das Aglycon aus Vicianin abspalten kann. Vicianin kommt aber auch in der Gattung Davallia (Familie Davalliaceae) vor, beispielsweise in Davallia trichomanoides.

## Synthese
Eine Synthese des peracetylierten Derivats von Vicianin wurde beschrieben. Diese geht von Ethylmandelat aus. Dieses wird zunächst in das Glucosid des Mandelamids umgewandelt. Hierzu wird es mit Tetraacetylglucopyranosylbromid und Silberoxid umgesetzt. Anschließend wird der Ester durch Umsetzung mit Ammoniak ins Amid überführt. Es entsteht ein Diastereomerengemisch, das unerwünschte Isomer (L-Form) kann jedoch mit Pyridin kristallisiert und so entfernt werden. Anschließend wird die primäre Hydroxygruppe mit Tritylchlorid trityliert, sodass das Intermediat durch mehrfaches Auflösen und Ausfällen gereinigt werden kann. Durch Umsetzung mit Bromwasserstoff in Eisessig kann die Tritylgruppe wieder entfernt werden. Umsetzung mit Silberoxid, einer katalytischen Menge Iod und Triacetylarabinosylbromid ergibt das peracetylierte Glycosid. Zur Dehydratisierung des Amids wird Phosphorylchlorid eingesetzt und das peracetylierte Vicianin erhalten.